# 자동차 핸들링
자동차 핸들링이란 코너링 중에 차량이 가고자 하는 방향으로 방향을 돌리는 방식을 말한다. 또한 이는 이동시의 안정성도 포함한다. 최대 횡가속도가 접지력이라는 주제로 논의되기도 한다. 공도를 달리는 자동차 중 편안함이나 승차공간을 희생하면서 핸들링을 강조한 차를 스포츠 카라고 한다.

## 자동차의 핸들링에 영향을 미치는 요소

### 하중 분포

#### 무게 중심 높이
노면에서부터의 무게 중심 높이는 하중이동에 영향을 미친다. 차량의 타이어가 구심력을 발휘해 차량이 선회할 때, 차량은 진행 방향으로의 관성 때문에 하중이동이 일어나며 이는 차체의 기울임으로 표현된다.
차량 무게 중심 높이와 휠베이스간의 비율은 차량 앞뒤의 하중이동에 영향을 미친다. 브레이크를 잡거나 엑셀을 밟는 행위에 의해 차량의 관성은 차를 앞쪽 또는 뒤쪽으로 기울이게 된다. 무게중심이 변하는 것이 아니고, 하중만이 변하므로 언더/오버스티어에 대한 효과는 실제 무게 중심에 의한 것과는 반대로 이루어지게 된다. 즉 차량이 감속할 때, 앞타이어의 하중이 증가하고 뒤타이어의 하중은 감소하므로, 그만큼 선회력이 변화하게 된다.
저중심은 세단이나 SUV에 비해 스포츠카가 누리는 근본적인 잇점이다. 차체를 가벼운 재질로 만드는 경우도 있다.
차체의 기울임은 스프링과 안티롤바, 롤중심높이에 의해 컨트롤될 수 있다.

#### 무게 중심
이상적인 앞뒤 바퀴의 전후 무게 배분은 "50/50"이다. 일정한 상태의 코너링에서, 다른 조건이 모두 같다면 앞이 무거운 차량은 언더스티어하는 성향이 있고 뒤가 무거운 차량은 오버스티어 성향을 보인다. 엔진이 앞에 있는 차량이 실용성을 추구하는 설계인 반면, 이상적인 무게배분을 추구하는 경우 엔진을 차체의 가운데 배치하기도 한다. 다른 조건이 같다면, 숙련된 드라이버는 미드-엔진 차량을 코너에서 빠르게 돌아나갈 수 있지만, FR차량이 한계상황에서 다루기 더 쉽다.
스포츠카나 레이싱카에서는 후륜에 무게가 많이 실리는 것을 선호한다. 이는 직선에서 코너 진입시에 핸들링 특성 때문인데, 코너 진입시 앞타이어는 차량의 무게중심을 선회시키는 종방향 힘과, 팽이와 같이 차량의 방향을 돌리는 힘을 모두 받게 된다. 그런데 뒤타이어에서 생성되는 종방향 힘은 차량의 방향을 돌리는 힘의 반대 방향으로 작용한다. 이러한 이유로 "50/50" 무게 배분을 가진 차량은 코너 진입시에 언더스티어 성향을 보인다. 이러한 문제를 피하기 위해, 스포츠카와 레이싱카에서는 무게를 조금 더 뒤쪽으로 배분하는 것을 선호한다. 순수 레이싱 카의 경우 "40/60" 혹은 "35/65"정도의 무게 배분이 사용된다. 이런 설정은 차량의 앞타이어가 차의 관성모멘트를 극복하여 코너 진입시의 언더스티어를 줄일 수 있게 해준다.
다른 사이즈의 휠과 타이어를 사용하는 것은 차량 제조사가 차량의 언더/오버스티어 특성을 조절하는 방법 중 하나이다.

#### 롤각 관성
롤각 관성이 클수록 차량이 안정되는 속도와 스티어링을 따라가는 속도가 늦어진다. 롤각 관성은 차량의 높이와 너비가 커질 수록 증가하며, (질량 분포가 일정하다면) 다음과 같은 식으로 표현할 수 있다. : {\displaystyle I=M(height^{2}+width^{2})/12}.
너비가 넓으면 차량의 무게중심이 낮아지는 장점이 있지만, 롤각관성을 증가시킴으로써 핸들링을 저하시키는 요인이 되기도 한다. 이러한 이유로 일부 고성능 차량은 휀더와 루프에 경량 소재를 사용하기도 한다.

#### 편요각 관성과 피치각 관성 (극관성 모멘트)
차량의 높이나 너비에 비해 길이가 아주 짧지 않다면, 편요각 관성과 피치각 관성은 거의 동일하다. 각관성은 주어진 회전에 대한 회전관성을 결정한다.
편요각 관성은 차량이 향하는 방향의 변화를 일정하게 유지하려고 한다. 이것은 타이트한 코너에서 선회를 느리게 하며, 다시 직선주로로 나올때의 동작도 느리게 한다.
피치각 관성은 안좋은 노면에서 앞뒤 타이어의 하중을 일정하게 하려는 서스펜션의 움직임을 저해하고, 따라서 범프스티어를 유발한다.
각관성은 무게중심점에서의 거리의 "제곱"에 대한 적분값이다. 따라서, 작은 차들이 휠베이스와 윤거가 짧아 불리하더라도 각관성에서는 유리하다.
차량 외곽 부분의 질량은 차량을 재설계하지 않고도 범퍼나 휀더에 경량 재료를 사용하거나, 완전히 탈거함으로써 줄일 수 있다.

### 서스펜션
차량의 서스펜션은 다양한 특성을 가지고 있고, 보통 앞 뒤가 다르며 핸들링에 크게 영향을 미친다. 주요 요소로는 스프링상수, 댐핑, 캠버각, 휠의 이동에 다른 캠버각 변화, 롤 센터 높이, 서스펜션 요소들의 유연함과 진동특성 등이다. 또한 서스펜션은 스프링 아래 질량에 영향을 준다.
많은 차량들은 스웨이바 혹은 단단한 축을 통해 좌우 양쪽 서스펜션이 연결된 형태를 가진다. 드물게 앞뒤 서스펜션이 연결된 경우도 있다.
프레임의 휘어짐은 서스펜션의 작동과 연관이 있다.

#### 서스펜션 스트로크
서스펜션 스트로크가 너무 짧을 경우 심각한 핸들링 문제가 생길 수 있다.
코너에서 둔턱을 만났을 때 보통의 차량들도 서스펜션 스트로크가 모자랄 수 있으며, 심각한 재앙을 초래할 수 있다. 심하게 개조된 차들도 비슷한 문제가 생길 수 있다.

### 타이어와 휠
일반적으로 부드러운 재질의 고무와 이력현상이 강한 고무, 딱딱한 심지는 접지력을 좋게하고 핸들링을 개선해 준다. 좋지 않은 노면에서 지름이 큰 휠은 지름이 작고 넓은 휠보다 성능이 좋다. 남아있는 트레드의 깊이는 물웅덩이를 지날 때 수막현상에 큰 영향을 미친다. 공기압을 높이면 슬립앵글이 줄어들지만 접지면적이 줄어들기 일반적인 노면에서는 좋지 않기 때문에 주의해야 한다.
타이어가 노면에 접지되는 면적은 차량의 무게와 타이어의 종류, 사이즈의 공식이다. 넓은 타이어가 마른 노면에서의 접지력이 좋지만, 1000 kg 차량이 215/45/15 사이즈를 사용하는 것보다 185/65/15 타이어를 사용하는 것이 타이어를 더 잘 눌러줄 수 있고 따라서 그립력과 제동거리가 좋을 뿐 아니라 수막현상에 성능도 당연히 향상된다.
현대의 화학제품으로 만들어진 타이어는 외기온과 노면 온도의 영향을 받는다. 이상적인 타이어는 노면을 잘 따라가도록 부드러워야 하며, 충분한 거리를 달릴 정도로 딱딱해야 한다. 보통은 여름과 겨울에 온도에 따라 다른 종류의 타이어를 사용하는 것이 좋다.

### 윤거와 휠베이스
윤거는 차체의 기울임과 하중이동을 감소시켜 준다. 휠베이스는 앞뒤 하중이동을 감소시켜준다. 하지만 차량이 급선회하는데는 휠베이스보다 각관성 (극 모멘트)이 더 중요하다.

### 스프링 아래 무게
다른 부분의 휘어짐을 무시한다면, 자동차는 네개의 스프링에 매달린 무게로 표현할 수 있고, 각 스프링은 스프링아래 무게에, 그 아래는 타이어가, 그 아래는 지면이 있는 상태로 모델링할 수 있다. 스프링 아래 무게 차량의 나머지 부분과는 별개의 관성을 가지고 있는 질량체로 간주해야 한다. 휠이 둔턱 때문에 위쪽으로 밀릴 때, 휠은 그 관성 때문에 원래의 둔턱 높이보다 더 위쪽으로 움직이게 된다. 미는 힘이 상당히 크다면, 휠의 관성은 타이어를 노면에서 완전히 떼어놓을 정도이고 그 결과 차량은 트랙션과 조종성을 잃게 될 것이다. 마찬가지로 땅이 패인 곳을 지날 때도, 관성은 휠을 천천히 내려가도록 한다. 따라서 일시적으로 휠이 공중에 떠있는 상태가 될 것이다.
스프링 아래 무게는 고르지 못한 노면에서 타이어의 압축 탄성에 의해서만 완충되며, 타이어의 완충은 휠의 관성때문에 노면을 따라가지 못하는 경우 바퀴가 노면에 접지되는 유일한 방법이 된다. 그러나 타이어의 압축 탄성은 더 많은 운동 에너지가 필요하게 되는 구름 저항을 유발하고 이는 타이어가 열받을 수록 타이어 사이드월의 고무와 철심이 말랑해져 증가하게 된다. 연비 증가 및 고속에서의 타이어 과열을 피하기 위해 타이어들은 내부 충격 흡수가 제한하여 구름 저항을 줄이도록 설계된다.
따라서, 휠의 관성으로 인한 휠의 튀어오름이나 스프링 아래 무게의 타이어 탄성에 대한 공명으로 인한 위아래 움직임은 잘 댐핑 되지 않으며 주로 서스펜션의 댐퍼에 의해 흡수될 뿐이다. 이러한 이유로 높은 스프링 아래 무게는 로드홀딩을 떨어뜨리고 노면 상황이 안좋을 때 예상치 못한 거동을 만들게 된다. (무게가 증가할 때 승차감이 떨어지는 것과 마찬가지)
스프링 아래 무게는 휠과 타이어, 브레이크, 서스펜션의 움직임에 따라 서스펜션 일부를 포함한다; 예를 들어 솔리드 액슬은 완전히 스프링 아래 무게이다. 스프링 아래 무게를 개선하기 위한 주요 요소는 스프링 아래 디프런셜과 (라이브 액슬) 인보드 브레이크 등이 있다. 알루미늄 휠도 도움이 되며 더욱 가벼운 마그네슘 휠을 사용하기도 한다.

### 공기역학
공기역학은 보통 속도의 제곱에 비례하기 때문에, 속도가 올라갈 수록 공기역학은 매우 중요해진다. 다트나 비행기와 같이 자동차도 꼬리날개나 후방의 공기역학적 장치로 인해 안정감을 얻을 수 있다. 또한 그립력 증가를 위해 다운포스를 사용할 수도 있다. 이는 특히 레이싱카에서 두드러지며 승용차에서도 양력을 제한하기 위해 일부 활용되기도 한다.
차량을 노면에 밀착시키는 기능 이외에도, 공기역학은 코너링 속도가 올라갈 수록 오버스티어 하기 쉬운 차량의 기본적인 속성을 보상하기 위해 설계되기도 한다. 차량이 코너를 돌 때, 차량은 선회 동작 이외에도 자체적으로 앞머리 방향을 바꾸는 작업을 해야 한다. 그런데 타이트한 저속 코너에서는 각속도가 커져야 하고, 큰 코너에서는 각 속도가 훨씬 작다. 따라서 앞타이어는 저속 코너에서 더욱 부담을 받으며 고속 코너에서는 그 부담이 덜하다. 따라서 자동차는 자연스럽게 저속 코너에서는 언더스티어, 고속에서는 오버스티어하게 된다. 이러한 효과를 보상하기 위해자동차 디자이너들은 차량의 핸들링 특성을 코너 진입시 언더스티어를 줄이는 방향으로 설계하고 (프론트 롤 센터를 줄인다던가 하는식으로), 후방에 스포일러 등을 설치하여 다운포스를 줌으로써 고속 코너에서의 오버스티어를 피하는 방법을 쓰기도 한다. 하지만 이러한 방법이 효과를 얻으려면 스포일러와 차량 바디의 모양이 전체적으로 어우러져야 한다.
최근, 공기역학은 차량 제조사 및 레이싱 팀들에서 점점 중요성이 높아지고 있다. 윈드 터널이나 컴퓨터 유체 역학 (Computational Fluid Dynamics, CFD)과 같이 진보된 도구들은 엔지니어들이 차량의 핸들링 특성을 최적화할 수 있게 해주고 있다.

### 구동방식과 브레이크
고무와 도로 사이의 마찰계수는 종방향과 횡방향의 힘 벡터의 총합으로 나타낼 수 있다. 따라서 구동축의 휠 혹은 브레이킹중의 휠은 종방향으로는 쉽게 미끄러질 수 있다는 것이다.
스포츠카가 주로 후륜구동인 이유는 동력 전달에 의한 오버스티어가 숙련된 운전자에게는 타이트한 커브에서 유용하게 활용될 수 있기 때문이다. 가속시의 하중이동은 상황에 따라 반대의 효과 (언더스티어)를 낼 수도 있다. 전륜 구동 자동차에서 왼발 브레이킹을 잘 활용함으로써 가속시의 언더스티어를 유용하게 사용할 수도 있다. 어쨌든 이러한 상황은 긴급상황에서의 안전과 관련된 것은 아니며 주로 스포츠 주행에 대한 이론이다.
핸들링 중의 브레이킹의 효과는 감속으로 인한 하중이동에 따라 복잡하게 적용된다. 또 어려운 점은 노면 상황에 따라 접지력이 달라진다는 점이다. 앞뒤에 같은 양의 브레이킹이 작용 중이라고 하면, 미끄러운 노면에서는 언더스티어, 거친 노면에서는 오버스티어할 것이다. 대부분의 신형 차들은 브레이크를 상황에 맞게 적절히 배분함으로써 이러한 문제를 해결한다. 차량의 무게중심이 높다면 이런 장치가 더 중요해 지며, 고성능의 저중심 차량에서도 이는 중요하다.

## 일반적인 핸들링 문제
- 드리프트 주행
- 언더스티어
- 오버스티어
- 범프스티어
- 바디롤
- 하중이동
- 느린 리스폰스

## 절충안들
승차감과 핸들링

## 핸들링에 영향을 주는 튜닝
경량 휠
| 요소                                       | 언더스티어 감소    | 오버스티어 감소    |
| ------------------------------------------ | ------------------ | ------------------ |
| 무게 배분                                  | 뒤쪽이 무거움      | 앞쪽이 무거움      |
| 앞 서스펜션                                | 부드러운           | 딱딱한             |
| 뒤 서스펜션                                | 딱딱한             | 부드러운           |
| 앞 스웨이바                                | 부드러운           | 딱딱한             |
| 뒤 스웨이바                                | 딱딱한             | 부드러운           |
| 앞 타이어                                  | 넓은 접지면적      | 좁은 접지면적      |
| 뒤 타이어                                  | 좁은 접지면적      | 넓은 접지면적      |
| 앞 휠 폭과 직경                            | 큰                 | 작은               |
| 뒤 휠 폭과 직경                            | 작은               | 큰                 |
| 앞 타이어 공기압                           | 낮은 공기압        | 높은 공기압        |
| 뒤 타이어 공기압                           | 높은 공기압        | 낮은 공기압        |
| 앞 휠 캠버각                               | 마이너스 캠버 증가 | 마이너스 캠버 감소 |
| 뒤 휠 캠버각                               | 마이너스 캠버 감소 | 마이너스 캠버 증가 |
| 리어 스포일러                              | 작은               | 큰                 |
| 앞 차고 (통상 캠버와 롤저항에 영향을 미침) | 낮은               | 높은               |
| 뒤 차고                                    | 높은               | 낮은               |
| 앞 토우 인                                 | 줄임               | 늘림               |
| 뒤 토우 인                                 | 줄임               | 늘림               |

## 같이 보기
- 자동차 경주
- 운전
- 기계공학
- 스포츠카